# ISO 3166-2:CA
ISO 3166-2:CA is een ISO-standaard met betrekking tot de zogenaamde geocodes. Het is een subset van de ISO 3166-2 tabel, die specifiek betrekking heeft op Canada. 
De gegevens werden tot op 29 oktober 2014 geüpdatet op het ISO Online Browsing Platform (OBP). Hier worden 3 territoriums -  territory (en) / territoire (fr) - en 10 provincies - province (en) / province (fr) - gedefinieerd.
Volgens de eerste set, ISO 3166-1, staat CA voor Canada, het tweede gedeelte is een tweeletterige code.

## Codes
| Code  | Engels                    | Frans                     | Categorie   |
| ----- | ------------------------- | ------------------------- | ----------- |
| CA-AB | Alberta                   | Alberta                   | provincie   |
| CA-BC | British Columbia          | Colombie-Brittannique     | provincie   |
| CA-MB | Manitoba                  | Manitoba                  | provincie   |
| CA-NB | New Brunswick             | Nouveau-Brunswick         | provincie   |
| CA-NL | Newfoundland and Labrador | Terre-Neuve-et-Labrador   | provincie   |
| CA-NS | Nova Scotia               | Nouvelle-Écosse           | provincie   |
| CA-ON | Ontario                   | Ontario                   | provincie   |
| CA-PE | Prince Edward Island      | Île-du-Prince-Édouard     | provincie   |
| CA-QC | Quebec                    | Québec                    | provincie   |
| CA-SK | Saskatchewan              | Saskatchewan              | provincie   |
| CA-NT | Northwest Territories     | Territoires du Nord-Ouest | territorium |
| CA-NU | Nunavut                   | Nunavut                   | territorium |
| CA-YT | Yukon                     | Yukon                     | territorium |